# اسون-اوکه نیلسون
اسون-اوکه نیلسون (ایتالیایی: Sven-Åke Nilsson؛ زادهٔ ۱۳ سپتامبر ۱۹۵۱) دوچرخه‌سوار اهل سوئد است.
از باشگاه‌هایی که در آن رکاب زده‌است می‌توان به تیم دوچرخه‌سواری مرسیه اشاره کرد.
وی در مسابقات کشوری و بین‌المللی در مجموع برندهٔ ۱ مدال نقره شده‌است.